# Конрад (Монтана)
Вижте пояснителната страница за други личности с името Конрад.
Конрад (на английски: Conrad) е град в окръг Пондера, щата Монтана, САЩ. Конрад е с население от 2753 жители (2000) и обща площ от 3 km². Намира се на 1072 m надморска височина. ЗИП кодът му е 59425, а телефонният му код е 406.

## Личности
Родени в Конрад
- Джанет Скеслин Чарлс - писателка